# Sigurd Ottowitsch Schmidt

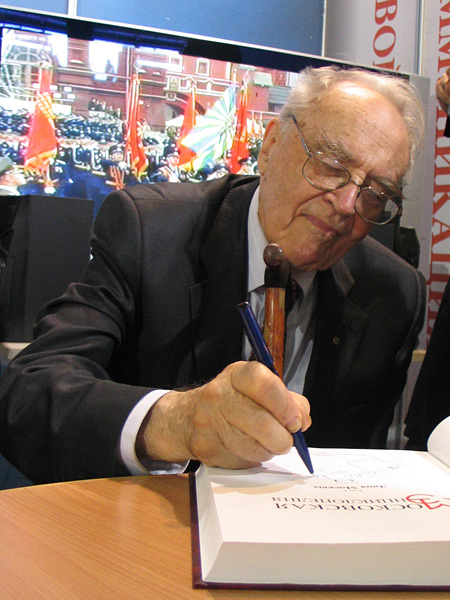
Sigurd O. Schmidt (2007)

Sigurd Ottowitsch Schmidt (russisch Сигурд Оттович Шмидт; * 15. April 1922 in Moskau; † 22. Mai 2013 ebenda) war ein russischer Historiker und Ethnograph.

## Leben
Schmidt war der Sohn des Polarforschers und Politikers Otto Juljewitsch Schmidt und dessen Ehefrau, der Literaturkritikerin Margarita Emmanuilowna Golosowker (* 19. April 1889; † 8. November 1955). Seine Mutter war Mitarbeiterin am Marx-Engels-Museum des Moskauer Marx-Engels-Instituts. Nach ihrer Entlassung war sie ab 23. April 1931 im Moskauer Revolutionsmuseum tätig. Er absolvierte 1944 die historische Fakultät der Moskauer Universität, lehrte ab 1949 am dortigen historischen Archiv (heute Teil der russischen staatlichen Universität für Geisteswissenschaften) und promovierte 1965. 1970 wurde er zum Professor ernannt. Von 1968 bis 2006 war er Vorsitzender der Archäographischen Kommission. 1992 war er Mitbegründer der Russischen Akademie für Bildung und ab 1997 ausländisches Mitglied der Polnischen Akademie der Wissenschaften.